# ASD Asti
ASD Asti (wł. Associazione Sportiva Dilettantistica Asti) – włoski klub piłkarski, mający siedzibę w mieście Asti, w północno-zachodniej części kraju, grający od sezonu 2017/18 w rozgrywkach Eccellenza Piemonte-Valle d'Aosta.

## Historia
Chronologia nazw:
- 1932: Associazione Calcio Asti
- 1940: Unione Sportiva Asti Sezione Calcio
- 1945: Associazione Calcio Asti
- 1968: Gruppo Sportivo Asti Ma.Co.Bi. – po fuzji z GS Ma.Co.Bi. Asti
- 1972: Associazione Calcio Asti
- 1980: Associazione Calcio Asti T.S.C. – po fuzji z U.S. Torretta Santa Caterina Asti
- 1989: Associazione Calcio Asti
- 2005: Associazione Calcio Dilettantistica Asti Colligiana – po fuzji z U.S. Nova Colligiana
- 2006: Associazione Calcio Dilettantistica Asti
- 2015: Asti Calcio Football Club
- 2017: klub rozwiązano
- 2017: Associazione Sportiva Dilettantistica Alfieri Asti
- 2019: Associazione Sportiva Dilettantistica Asti

Klub sportowy AC Asti został założony w miejscowości Asti 21 sierpnia 1932 roku. Wcześniej od 1907 roku w mieście funkcjonował Football Club Astense, który w 1908 startował w mistrzostwach Terza Categoria, a potem do 1915 grał w lokalnych rozgrywkach. W 1918 roku powstała sekcja piłkarska klubu Società Polisportiva Fulgor. W 1919 roku został założony klub piłkarski Laico, którego pierwsza drużyna nazywała się Asti Football Club. Oba kluby połączyły się 26 marca 1921 roku w Unione Calciatori Astigiani (U.C.A.) W 1924 roku zespół awansował do Seconda Divisione (D2), która w 1926 roku zmieniła nazwę na Prima Divisione. W sezonie 1929/30 po podziale najwyższej dywizji na Serie A i Serie B poziom Prima Divisione został zdegradowany do trzeciego stopnia. W sezonie 1929/30 po 26 kolejce klub zrezygnował z dalszych występów, potem został zdyskwalifikowany z mistrzostw, a następnie rozwiązany.
Po założeniu AC Asti klub powinien był zacząć występy od ostatniej kategorii w hierarchii FIGC, Terza Divisione, ale regionalna dyrekcja Piemontu wyjątkowo zakwalifikowała do Seconda Divisione.
W sezonie 1932/33 zespół debiutował w rozgrywkach Seconda Divisione Piemontese (D4). W 1933 awansował do Prima Divisione, która w 1935 zmieniła nazwę na Serie C. Od 1940 klub występował z nazwą US Asti Sezione Calcio.
Po zakończeniu II wojny światowej w 1945 klub wznowił działalność ze starą nazwą AC Asti w Serie C. W 1950 spadł do Promozione. W 1966 roku do Serie D, w której grał AC Asti, dołączył inny klub z miasta GS Ma.Co.Bi. Asti. Po dwóch latach wspólnej rywalizacji w 1968 roku AC Asti spadł do Promozione, a Ma.Co.Bi. awansował do Serie C. Następnie odbyła się fuzja obydwu klubów, wskutek czego nazwa klubu zmieniła się na zmienił nazwę na GS Asti Ma.Co.Bi. Jednak klub nie utrzymał się na trzecim poziomie i po roku spadł z powrotem do Serie D. W 1972 roku klub znów wrócił do historycznej nazwy AC Asti. W 1980 do klubu dołączył miejscowy klub U.S. Torretta Santa Caterina Asti, po czym klub przyjął nazwę AC Asti T.S.C.. Również otrzymał promocję do Serie C2. W 1981 spadł na rok do Campionato Interregionale (D5), a w 1984 awansował do Serie C1. Ale potem nastąpił gorszy czas dla klubu, w 1985 spadł do Serie C2, w 1987 do Campionato Interregionale, a w 1989 do Promozione. Również w 1989 klub przywrócił pierwotną nazwę AC Asti. W 1995 zespół awansował do Campionato Nazionale Dilettanti, ale w 1997 został zdegradowany do Eccellenza Piemonte-Valle d'Aosta (D6), a w 2001 na rok do Piemonte-Valle d'Aosta. W sezonie 2005/06 po fuzji z U.S. Nova Colligiana klub zmienił nazwę na ACD Asti Colligiana, a po zakończeniu sezonu na ACD Asti. W 2010 klub otrzymał promocję do Serie D.
W 2015 roku z powodu nieprawidłowości finansowych klub został zdegradowany z Serie D do Promozione Piemonte-Valle d'Aosta (D6), zmieniając nazwę na Asti Calcio FC. Po zakończeniu sezonu 2016/17 klub zrezygnował z dalszych występów i został rozwiązany.
Wkrótce w 2017 roku powstał nowy klub ASD Alfieri Asti, który odkupił tytuł sportowy od zbankrutowanego klubu i startował w rozgrywkach Eccellenza Piemonte-Valle d'Aosta (D5). Latem 2019 klub zmienił nazwę na ASD Asti.

## Barwy klubowe, strój
|  |  |

Klub ma barwy biało-czerwone. Zawodnicy domowe spotkania zazwyczaj grają w białych koszulkach z szerokim pionowym pasem koloru czerwonego, białych spodenkach oraz białych getrach.

## Sukcesy

### Trofea międzynarodowe
Nie uczestniczył w rozgrywkach europejskich (stan na 31-05-2020).

### Trofea krajowe
| \| \| Zdobyte trofea w rozgrywkach Włoch (stan na: 31-08-2020) \| |                                                          |      |             |
| Rozgrywki                                                         | Osiągnięcie                                              | Razy | Sezon(y)    |
| · Mistrzostwo                                                     | I miejsce                                                | 0    |             |
| · Mistrzostwo                                                     | II miejsce                                               |      |             |
| · Mistrzostwo                                                     | III miejsce                                              | 0    |             |
| · Puchar                                                          | zdobywca                                                 | 0    |             |
| · Puchar                                                          | finalista                                                | 0    |             |
| II liga                                                           | I miejsce                                                | 0    |             |
| II liga                                                           | II miejsce                                               | 0    |             |
| II liga                                                           | III miejsce                                              | 0    |             |
| II liga                                                           | 4.miejsce                                                | 1    | 1925/26 (B) |
| Włochy                                                            | Zdobyte trofea w rozgrywkach Włoch (stan na: 31-08-2020) |      |             |

- Serie C Alta Italia/Serie C (D3):
  - mistrz (1x): 1945/46 (D)
  - wicemistrz (1x): 1947/48 (C)

## Piłkarze, trenerzy, prezydenci i właściciele klubu

### Prezydenci
...
- od 2017:  Ignazio Colonna

## Struktura klubu

### Stadion
Klub piłkarski rozgrywa swoje mecze domowe na Stadio Censiin Bosia w mieście Asti o pojemności 6 tys. widzów.

### Derby
- Acqui FC
- US Alessandria Calcio 1912
- FC Casale
- HSL Derthona
- ASD Novese